# ワケ
ワケ（別、和気、和希、和介、委居、獲居）は、ヤマト王権における称号およびカバネの一つ。カバネとしては4世紀前後にヤマト皇族から分かれ、地方に領地を得た者およびその一族にワケが使われたが、称号としては非皇別氏族の神別氏族の遠祖にもワケの名を持つ人物が存在する。5世紀前半允恭天皇の氏姓制度改革により臣連制が作り出されると、ワケはキミやオミのカバネに変更され、それ以来は使われなくなった。

## 4世紀皇族の地方領主的称号
ワケは初め皇族の子孫、とりわけ軍事的指導者（王族将軍）で、地方に領地を得た者の称号として用いられた。その中心時代は4世紀前半の垂仁天皇から景行天皇およびヤマトタケルが日本を支配した時期である。垂仁天皇の子孫7人、景行天皇およびヤマトタケルの子孫31人のワケを始祖とする氏族が存在した。景行紀に「70余子皆国郡に封ず。－－77王は、 悉く国々の国造、また和気及び稲置、県主に別け賜ひき」とあり、皇子の中には国造や県主と並んで地方領主となりワケのカバネを称した者もあるが、ほかの多くの皇子は国造などから領地の一部を得ただけで、その後家系が途絶えたものと考えられる。4世紀後半の成務天皇および仲哀天皇期にはワケの称号をつけられた皇子はほとんど見られなくなる。これは皇子に分け与える領地がなくなったためとも考えられる。
| 天皇系                         | 別皇子                                 | 後裔氏族                       | 分布地域                       |
| ------------------------------ | -------------------------------------- | ------------------------------ | ------------------------------ |
| 垂仁天皇子孫                   | 鐸石別命（沼帶別）？                   | 三枝之別                       | 加賀国江沼郡三枝郷             |
| 垂仁天皇子孫                   | 鐸石別命（沼帶別）？                   | 稲木之別                       | 尾張国丹羽郡稲木郷、稲木神社   |
| 垂仁天皇子孫                   | 鐸石別命（沼帶別）？                   | 山辺之別                       | 大和国山辺郡                   |
| 垂仁天皇子孫                   | 鐸石別命（沼帶別）                     | 吉備之石无別（磐梨別）         | 備前国磐梨郡和気郷             |
| 垂仁天皇子孫                   | 鐸石別命（沼帶別）？                   | 阿太之別                       | 大和国宇智郡阿陀郷             |
| 垂仁天皇子孫                   | 鐸石別命（沼帶別）？                   | 牟礼之別                       | 摂津国島下郡、牟禮神社         |
| 垂仁天皇子孫                   | 鐸石別命（沼帶別）？                   | 三野之別                       | 尾張国中島郡、見努神社         |
| 垂仁天皇子孫                   | 鐸石別命（沼帶別）？                   | 高巣鹿之別                     | 三河国渥美郡高蘆郷？           |
| 垂仁天皇子孫                   | 伊許婆夜和氣（池速別命、息速別命）     | 沙本穴太部之別                 | 大和国添上郡佐保               |
| 垂仁天皇子孫                   | 落別命（於知別, 祖別命)                | 許呂母之別（三川之衣君）       | 三河国賀茂郡挙母郷             |
| 垂仁天皇子孫                   | 五十日足彦別命                         | 山公、石田君                   | 和泉国、山城国久世郡石田       |
| 垂仁天皇子孫                   | 磐衝別命（石衝別王、伊波都久和希）     | 三尾君                         | 近江国高島郡三尾               |
| 石衝別子孫                     | 石城別王（磐城別王、伊波智和希）       | 羽咋君（羽咋国造）             | 能登國羽咋郡                   |
| 垂仁天皇四世孫                 | 武伊賀都別命                           | 伊賀国造                       | 伊賀国比自支                   |
| 景行天皇子孫                   | 大碓命（大酢別？）                     | 三野之宇泥須和気               | 美濃国武芸郡生櫛郷             |
| 景行天皇またはヤマトタケル子孫 | 神櫛別王、鯽魚礒別王                   | 讃岐公（讃岐国造）、阿波脚咋別 | 讃岐国山田郡、阿波國海部郡肉咋 |
| 景行天皇子孫                   | 武国凝別皇子                           | 伊予国御村別                   | 伊予国和気郡                   |
| 景行天皇子孫                   | 国乳別命                               | 水沼別、 伊与宇和別            | 筑後国三潴郡、伊予国宇和郡     |
| 景行天皇子孫                   | 宮道別命（国背別命）                   | 宮道之別（宮首之別）、水間君   | 山城国、筑紫国                 |
| 景行天皇子孫                   | 豊戸別命                               | 火国別、筑紫火別君             | 肥後国、筑後国                 |
| 景行天皇子孫                   | 豊国別命                               | 日向国造、諸縣君               | 日向国諸縣郡                   |
| ヤマトタケル子孫               | 稲依別                                 | 武部君                         | 近江国神崎郡建部郷             |
| 稲依別子孫？                   | 倉見別王                               | 犬上君                         | 近江国犬上郡                   |
| ヤマトタケル子孫               | 十城別王（登袁別？）                   | 伊予別君                       | 伊予国和気郡                   |
| ヤマトタケル子孫               | 足鏡別王（蘆髪蒲見別王、葦敢竈見別命） | 鎌倉之別（竈口君）             | 相模国鎌倉郡                   |
| ヤマトタケル子孫               | 足鏡別王（蘆髪蒲見別王、葦敢竈見別命） | 小津之別（尾津君）             | 伊勢国桑名郡                   |
| ヤマトタケル子孫               | 足鏡別王（蘆髪蒲見別王、葦敢竈見別命） | 石代之別                       | 陸奥国岩代郡                   |
| ヤマトタケル子孫               | 足鏡別王（蘆髪蒲見別王、葦敢竈見別命） | 漁田之別                       |                                |

## 称号からカバネへ
成務天皇が国造や県主とともにワケを取り入れた氏姓制度を確立すると、ワケは一代限りの称号から世襲的なカバネになった。垂仁天皇以前の天皇の血筋を引く地方領主的な一族もこの時にワケを与えられたと考えられる。孝霊天皇の子孫を名乗る吉備臣や笠臣、孝元天皇系の大彦の子孫を名乗る阿部臣や膳臣、開化天皇の子孫を名乗る道守臣もワケの祖先を伝えている。ワケをカバネとした氏族は40氏を数えている。
ただし、ワケはその系列分布に片寄りが見られる。ワケは神別の天神、天孫系そして地祇系の氏族系譜にはほとんど見られない、皇別系（天皇系譜）の尊称及び姓である。しかし、皇別の中でもその分布に片寄りが見られ、蘇我氏や平群氏が属する孝元天皇系の彦太忍信系にワケは見られない。

## ワケ王としての応神天皇
天皇の中にはワケを称号にもつものが6名存在する。景行天皇はオシロワケ（大足彦忍代別）、応神天皇はホムダワケ（誉田別、凡牟都和希）、履中天皇はイザホワケ（大兄去来穂別、大江之伊邪本和気）、反正天皇はミズハワケ（多遅比瑞歯別）、顕宗天皇はイワスワケ（袁祁之石巣別命）および天智天皇はヒラカスワケ（天命開別）をワケの称号にもっている。
本来は天皇となれなかった皇子たちの地方領主としての称号がワケである。そのワケが天皇につけられたのは地方領主的ワケの皇子が中央に入って天皇となったために付いている可能性がある。とりわけ応神天皇は子孫が北陸道に多いのと合わせて考えると、元来、北陸道の地方領主的ワケであったものが、神功皇后とともに畿内に入り天皇の位に就いた可能性が指摘されている。継体天皇が応神天皇の5世孫を名乗り北陸から畿内に入って天皇の座についたのは、応神天皇に倣ったともいえる。

## ワケからキミ・オミへ
スクネのカバネをもつ唯一の天皇である雄朝津間稚子宿禰尊（允恭天皇）が5世紀中葉に皇位につくと国々の氏姓は大いに乱れたため、氏姓制度の改革を行った。允恭天皇（倭王の済）はそれまでの国造・県主制度に代わって、新たに臣・連・君制度を打ち立てた。この改革によってカバネとしてのワケは廃止され、代わりにキミ（君、公および王）やオミ（臣）が用いられるようになった。
上宮記逸文にはワケからキミへ変遷のあとが記されている。第11代垂仁天皇（伊久牟尼利比古大王）から第26代継体天皇(507-531)に至る9世代の系図のうち、伊久牟尼利比古大王の子から3世代はイハツクワケ（伊波都久和希）、イハチワケ（伊波智和希）、イハコリワケ（伊波己里和氣）とワケをカバネとしているが5世代から7世代の継体天皇の母まではアカハチキミ（阿加波智君）、オハチキミ（乎波智君）、ツヌムシキミ（都奴牟斯君）とキミにカバネを変更しているのが読み取れる。その変化の時期は6世紀前半から3-4世代前、つまり5世紀前半となり倭王済であることが確実視される允恭天皇時代となり、臣連君制度の創設と一致している。
稲荷山古墳出土の鉄剣（推定6世紀前半）からはワケからキミへの変化を見ることができる。大彦（意富比垝）から3代-5代まではテヨカリワケ（弖已加利獲居）、タカハシワケ（多加披次獲居）、タサキワケ（多沙鬼獲居）と3世代がワケ（獲居）をカバネとしているが、その後はワケを用いず、獲加多支鹵大王（雄略天皇）の代になってオワケノオミ（乎獲居臣）とオミがカバネになっている（ここでワケはカバネでなく名前の一部となっている）。ここでも雄略天皇の一世代前である允恭天皇の時代にオミのカバネが造られ、それまでワケのカバネを名乗っていたオオビコの系統がオミに変更しているのが読み取れる。

## 神名・非皇族のワケ
『記紀』の国産みに登場する神名として「淡道之穂之狭別島」（淡路島）や「伊予之二名島」（四国）の土佐国の国魂神の「建依別」、「隠伎之三子島」（隠岐島）の別名「天之忍許呂別」、「筑紫島」（九州）の筑紫国の国魂神の「白日別」、豊国の国魂神の「豊日別」、肥国の国魂神の「建日向日豊久士比泥別」、熊曽国の国魂神の「建日別」、「大倭豊秋津島」（本州）の別名「天御虚空豊秋津根別」、「吉備児島」（児島半島）の別名「建日方別」、「大島」（屋代島（周防大島））の別名「大多麻流別」がある。また『出雲国風土記』に見える神名として「赤衾伊農意保須美比古佐和気能命」がある。
その他にも紀国造の遠祖・天手力男神の別名として「天石門別神」、中臣氏の遠祖・建御雷神の子として「天足別命」、伊勢国造の祖「天日別命」、物部氏同祖の「気津別」、阿智祝部・知々夫国造の遠祖・「阿智別命」、諏訪氏（洲羽国造、木蘇国造、守矢氏）の遠祖・「建御名方彦神別命」、「武美名別命」（武水別命）などがある。
また、『魏志倭人伝』には邪馬台国の官名として弥馬獲支（ミマワケ）が記録されている。

## ワケ神社
『延喜式神名帳』にはワケ（別、和気）の名がつく神社が45を数える。この内、「イワトワケ（石門別、石別、岩門別、伊波止和気）」を名とする11の共通名的なワケ神社を除くと34の独自名的なワケ神社が存在する。それらは東海道および東山道を中心に分布している。特に伊豆国には11社、また陸奥国南部（現在の福島県・宮城県）には5社の独自名的なワケ神社が集中している。
『伊豆国風土記』逸文には「伊豆別王子者。景行天皇二十四子武押分命也」と記されており、伊豆国のワケ神社は景行天皇子孫の名を伝えている。ただしこれらワケ神社の中には、服部氏同族の伊豆国造の祖先も祀られており、全てを景行天皇の子孫とすることはできない。
陸奥国白川郡および安積郡の4つのワケ神社は『古事記』に伝える倭建命の子孫「石代之別」の可能性が高い。白川郡と安積郡の間には岩瀬（岩背）郡があり、かつてこの領域は石代（岩背）国と呼ばれた。したがって白川郡および安積郡のワケ神社は「石代之別」およびその子孫の名を伝えていると考えられる。崇神天皇時代に建沼河別命将軍は東海道を征服して陸奥国の会津まで及んだという伝説がある。その沿線である伊豆国や岩代国にワケ神社が点在しているのは、そうしたワケ将軍伝説の基となった史実を反映すると考えられる。
陸奥国亘理郡および黒川郡のワケ神社（鹿嶋天足別神社）は倭建命と共に当地へ遠征した中臣氏同族が遠祖の天足別命を祀ったものと見られる。
| ワケ神社               | 読み                 | 国名   | 郡名   |
| ---------------------- | -------------------- | ------ | ------ |
| 阿米都(和)気命神社     | アメツワケ           | 伊豆国 | 賀茂郡 |
| 杉桙別命神社           | スギホコワケ         | 伊豆国 | 賀茂郡 |
| 多祁富許都久和気命神社 | タケホコツクワケ     | 伊豆国 | 賀茂郡 |
| 伊波久良和気命神社     | イワクラワケ         | 伊豆国 | 賀茂郡 |
| 伊波氐別命神社         | イワテワケ           | 伊豆国 | 賀茂郡 |
| 穂都佐(和)気命神社     | ホツサワケ           | 伊豆国 | 賀茂郡 |
| 金村五百君和気命神社   | カナムライホキミワケ | 伊豆国 | 田方郡 |
| 剣刀石床別命神社       | ツルキタチイハトワケ | 伊豆国 | 田方郡 |
| 都々古和気神社         | ツツコワケ           | 陸奥国 | 白川郡 |
| 石都々古和気神社       | イワツツコワケ       | 陸奥国 | 白川郡 |
| 宇奈己呂和気神社       | ウナコロワケ         | 陸奥国 | 安積郡 |
| 飯豊和気神社           | イイトヨワケ         | 陸奥国 | 安積郡 |
| 鹿島天足和気神社       | カシマアマタラシワケ | 陸奥国 | 曰理郡 |
| 鹿嶋天足和気神社       | カシマアマタラシワケ | 陸奥国 | 黒川郡 |